# Indalecio Gutiérrez
Indalecio Gutiérrez Salinas, né le 4 septembre 1974, est un homme politique espagnol membre du Parti socialiste ouvrier espagnol (PSOE).
Il devient député de la circonscription électorale d'Almería en février 2020.

## Biographie

### Études et formation
Indalecio Gutiérrez est diplômé en éducation primaire. Il possède une formation supérieure en électronique et télécommunications. Il est fonctionnaire au sein du département informatique de l'université d'Almería. Il est secrétaire général de la section syndicale de l'Union générale des travailleurs.

### Activités politiques
Conseiller municipal d'Almería, il devient député en février 2020 après la démission de José Guirao de son mandat parlementaire. Au Congrès des députés, il officie comme porte-parole adjoint du groupe socialiste à la commission constitutionnelle et premier secrétaire de la commission bicamérale pour l'étude du problème des addictions. En avril 2022, il devient également premier vice-président de la commission de l'Agriculture, de la Pêche et de l'Alimentation.